# 康定府
康定府，清末设置的府。
宣统三年（1911年）改打箭炉厅置，治所在今四川省康定县。辖境相当近四川省甘孜藏族自治州所辖各市县。1913年降为县。
三國時期名為打箭爐，諸葛亮於蜀漢時南征孟獲，差遣下屬郭達於彼處（現稱康定）製造弓箭而得其名。